# Буэсо, Давид
Дави́д Буэ́со (исп. David Bueso; род. 5 мая 1955, Тегусигальпа) — гондурасский футболист, полузащитник. Участник чемпионата мира 1982 года.

## Карьера

### Клубная
Давид Буэсо играл за гондурасский клуб «Мотагуа».

### В сборной
В составе сборной принял участие в отборочном турнире к чемпионату мира 1982 года, провёл 3 матча, забил 2 гола. На ЧМ в Испании на поле не выходил.